# Nadur
Nadur (officieel In-Nadur) is een dorp en gemeente op het Maltese eiland Gozo.
Het woord "Nadur" is afgeleid van het Arabische "nadara" en betekent zoveel als "uitkijk" in het Maltees. Deze naam kan verklaard worden door de ligging van het dorp en de vele wachttorens: het was een uitstekende uitkijkpost om naderende vijanden te ontdekken.
Tegenwoordig heeft Nadur een inwoneraantal van 4509 (maart 2014), het op een na hoogste van Gozo na Xagħra en hoofdstad Victoria. Vele inwoners werken als boer aan het verbouwen van pruimen, perziken, appels, sinaasappelen en citroenen. Circa 70 procent van alle Maltese citrusvruchten is afkomstig uit Nadur. Het gemeentebestuur probeert nu de aanplant van olijfbomen te stimuleren, omdat het aantal van deze bomen de laatste jaren fors is afgenomen. Naast landbouw werkt ook een deel van de Nadurese bevolking als visser of schipper.
De jaarlijkse festa van Nadur, lokaal ook wel Mnarja genoemd, vindt plaats op 29 juni. Hoewel het feest tegenwoordig wordt gevierd ter ere van Petrus en Paulus, wordt algemeen aangenomen dat de feestdag al in de vroege geschiedenis van Malta werd gehouden om het begin van de zomer te vieren. Tijdens deze festa wordt een beeld rondgedragen dat al in 1882 werd geproduceerd in Marseille. Naast deze processie wordt ook op Goede Vrijdag een set beelden getoond die de Passie van Christus en de kruisiging voorstelt. Op de ochtend van Pasen wordt een beeld rondgedragen ter ere van de tenhemelopneming van Jezus.

## St. Peter & Paul Basilica

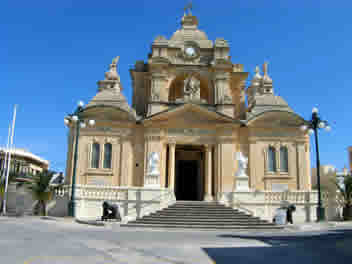
De kerk van Nadur

De kerk van Nadur, die is gewijd aan Petrus en Paulus, werd gebouwd op de locatie van de voormalige (kleinere) kerk. De bouw begon op 28 september 1760. In 1907 werd de kerk verbouwd volgens een renaissance-ontwerp.

## San Blas Bay
Vanuit Nadur is een van de mooiere strandjes van Gozo te bereiken, dat gevonden kan worden in een baai die bekendstaat als de San Blas Bay. Via een zeer steile weg bereikt men de baai met het kleine strand van rood zand. San Blas Bay is geliefd onder snorkelaars en duikers gezien de rijke onderwaterflora en -fauna, maar ook dagjesmensen uit Malta en enkele buitenlandse toeristen weten hun weg naar de baai te vinden.